# Olive Purser
Pour les articles homonymes, voir Purser.
Olive Purser, née le 15 juillet 1886 à Parsonstown et morte le 12 avril 1973, est l'une des premières femmes à entrer au Trinity College de Dublin et la première femme boursière.

## Biographie
Fille d'Alfred et Ellen Purser, Olive Constance Purser est née le 15 juillet 1886, elle est la plus jeune de quatre enfants du couple. Elle a deux sœurs et un frère. Son père était inspecteur en chef des écoles nationales. Quelques années après sa naissance, la famille emménage à Rathmines, un faubourg de Dublin. La famille se consacre à l'éducation. Sa tante, Sarah Henrietta Purser, est une artiste peintre, et son oncle Louis Claude Purser (en) enseigne le latin à Trinity College, ses deux sœurs aînées, Elinor et Luisa, deviennent enseignantes, et son frère John est étudiant en master et assistant du professeur d'ingénierie à l'université de Birmingham.
Les trois premières étudiantes de Trinity College, en janvier 1904, sont Marion Johnston (en), Averina Shegog et Ellen Tuckey (en). Olive Purser est l'une des quarante-sept femmes admises au Trinity College lors du terme de la Saint-Michel, en septembre 1904. Dans les deux ans suivant la levée de l'interdiction imposée aux femmes, elle devient la première femme boursière de Trinity College le 11 juin 1906, pour les humanités classiques. Au moment où elle y est parvenue, les femmes n'étaient toujours pas autorisées à rester au collège après 18 heures ou à prendre leurs repas avec les étudiants ou le personnel masculins et doivent « s'habiller sobrement ». Olive Purser est membre de la Société élisabéthaine de Trinity College, fondée par sa camarade d'étude Marion Johnston. Elle obtient son diplôme de Trinity College en 1908, puis elle est nommée chargée de cours temporaire à l'université, prenant la relève d'Edward Dowden (en).  
Elle est nommée « Lady Registar » en 1918. En 1921, le rapport Crewe (The position of the Classics in the Educational System of the United Kingdom) la répertorie comme doyenne des étudiantes lorsqu'elle rend compte de l'éducation des femmes et des filles et,  en 1954, elle a reçu un doctorat en droit (LLD) honorifique en reconnaissance de ses activités et de sa contribution au bien-être des étudiantes,,. Elle est vice-présidente de la Dublin University Women Graduates Association, une association d'étudiantes des différentes universités de Dublin, fondée le 25 avril 1922 et dont la séance inaugurale se tient à Trinity College.
Olive Purser travaille avec son oncle Louis Purser sur les fouilles de Shanganagh. Elle écrit plus tard Women in Dublin University, un ouvrage sur les femmes de Trinity,
Elle meurt le 12 avril 1973.

## Publications
- Women in Dublin University, 1904-1954, 1954
- Ancient Pottery at Shanganagh Castle, County Dublin; Proceedings of the Royal Irish Academy; Vol. 37, 1924[9]
- A Welsh Poet of the Seventeenth Century ;The Irish Church Quarterly; Vol. 7, 1914[10]
- Fragment of a Celtic Cross Found at Drumcullin, King's County; The Journal of the Royal Society of Antiquaries of Ireland; Vol. 8 1918[11]